# Eucurtiopsis zecki
Eucurtiopsis zecki är en skalbaggsart som beskrevs av Dégallier och Michael S. Caterino 2005. Eucurtiopsis zecki ingår i släktet Eucurtiopsis och familjen stumpbaggar. Inga underarter finns listade i Catalogue of Life.